# Trollön, Stora Le

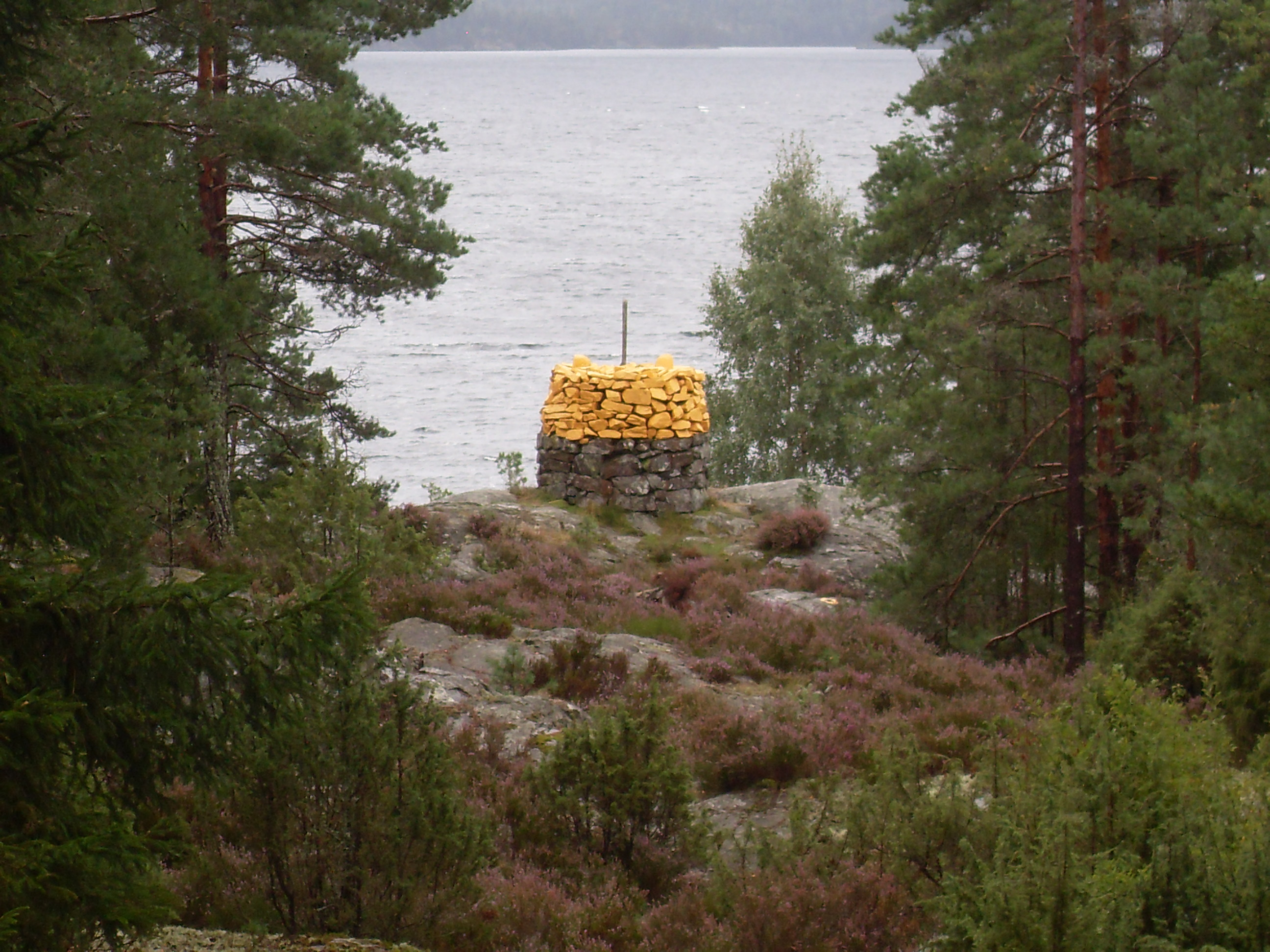
Riksröset Trollröset på Trollön

Trollön är en ö i sjön Stora Le som ligger på gränsen mellan Sverige (Årjängs kommun, Värmland län) och Norge (Markers kommun, Østfold fylke). Riksröse 21 (Trollröset) finns på öns södra del.